# Valperga (famiglia)
I Valperga furono un gruppo di famiglie nobili riunite in consortile formatosi nei primi decenni dell'XI secolo nel Canavese occidentale. Nei due secoli successivi si divisero in numerosi rami, spesso in contrasto tra loro.
Tra i vari membri della famiglia sono da ricordare Arduino e Guido II Valperga. Ebbero residenza nell'omonimo castello del paese di Valperga, nel Canavese.

## Storia della famiglia Valperga

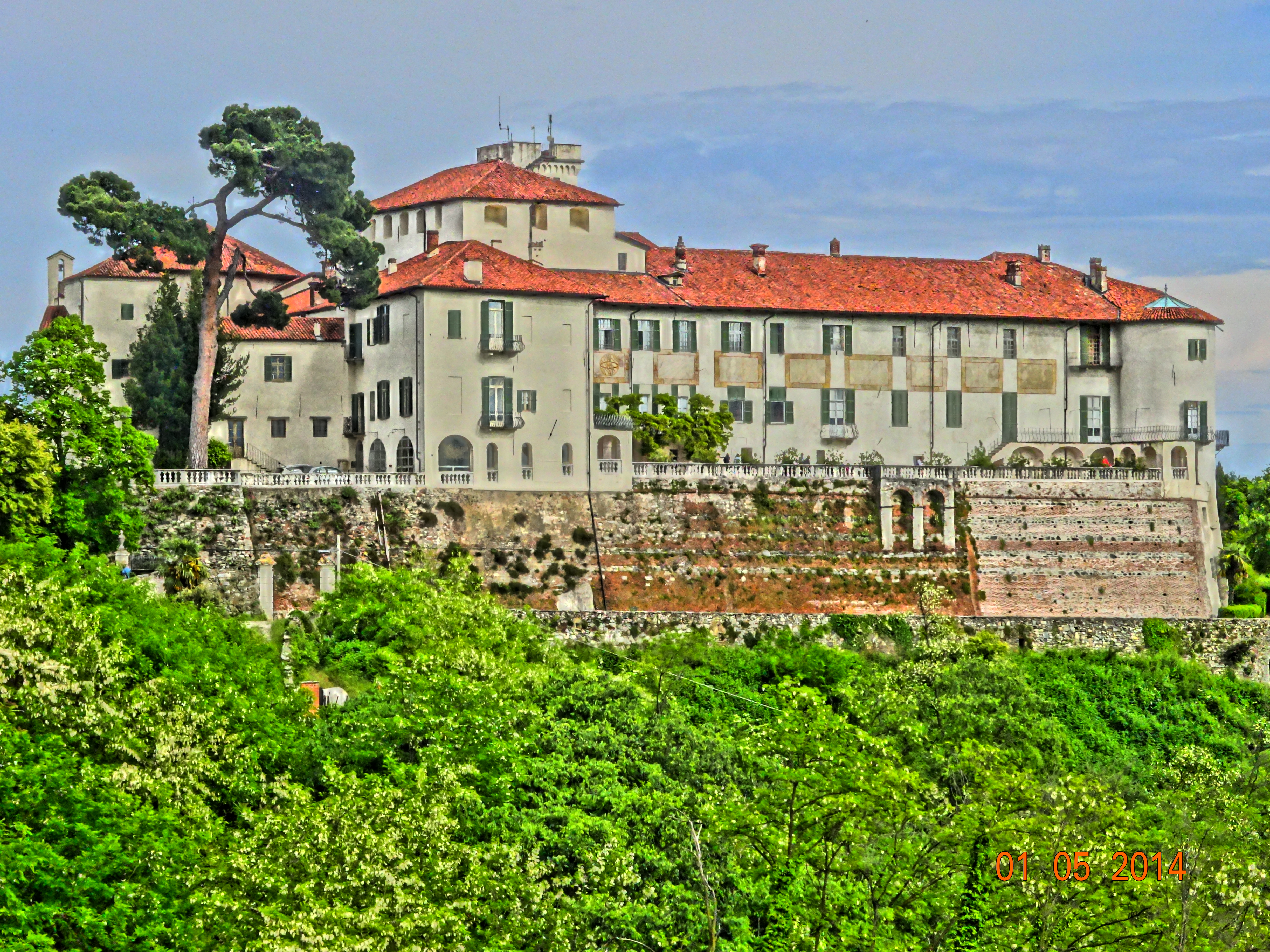
Castello di Masino

Già prima dell'anno mille il consortile Dro, famiglie di probabile origine burgunda, possedeva la signoria delle terre più occidentali del Canavese tra le valli dell'Orco e del Malone.  Gli appartenenti a una di esse, spesso denominati de Canavise, dopo la morte del re d'Italia Arduino d'Ivrea, assunsero il titolo di conti di Valperga e si professarono diretti discendenti di Arduino e di suo figlio Reghino; tale parentela non è certificata da alcuna documentazione.
Il castello di Valperga, probabilmente costruito in epoca precedente dai Dro, divenne la loro dimora. Le famiglie in cui erano divisi i conti per anni furono in lotta per il dominio sul vicino e importante borgo commerciale di Corgnate (l'attuale Cuorgnè). Le famiglie fecero pace solo nel 1327, per opera del vescovo di Asti Guido II Valperga.
Nel 1339 si acuì in Canavese la guerra tra i feudatari, soprattutto fra i conti di Valperga e quelli di San Martino, gli uni ghibellini e gli altri guelfi: la lotta durò per molti anni, con molte atrocità ed alla fine (1362) entrambe le casate si sottomisero ai Savoia. Tale guerra verrà descritta dal cronista novarese Pietro Azario nell'opera De bello canepiciano.

## I rami della famiglia
Secondo alcune genealogie, i conti di Valperga, di Masino e di San Martino avrebbero rappresentato nel XII secolo il ramo canavesano dei conti di Pombia, discendenti dai figli di Ardizzone, secondogenito di Guido II di Pombia che per primo compare in Canavese.
Un documento del 1222 attesta la già avvenuta divisione dei San Martino dal comune asse patrimoniale; invece tra i Valperga ed i Masino la divisione avvenne solo alla fine del XII, dopo gravi lotte e controversie.
Un ramo della famiglia si stabilì a Mantova e fu al servizio dei Gonzaga. Giacomo Antonio Valperga nel 1614 fu nominato cavaliere dell'Ordine del Redentore.
Nel castello di Masino, in quella che è oggi la prima sala della visita, si trova la Galleria degli Antenati, che raccoglie i ritratti dei membri del casato fino a Carlo Francesco III, vissuto nell'Ottocento.

## Personaggi illustri
- Jacopo Valperga (XV secolo), cancelliere di Savoia;
- Giovan Tommaso Valperga-Masino (?-1601), nominato da Emanuele Filiberto consigliere di Stato e governatore ‘in seconda’ della contea di Asti;[6]
- Carlo Francesco di Valperga-Masino (1727-1811) è stato forse il membro della famiglia ad assumere l'incarico politico più importante, ricoprendo la carica di viceré di Sardegna dal 1781 al 1783;
- Tommaso Valperga (1737-1815), fratello di Carlo Francesco III, dopo l’avvio alla carriera militare entrò nell'ordine di San Filippo Neri e diventò filosofo e scienziato, intessendo relazioni con gli studiosi più importanti della sua epoca;
- Cesare Valperga di Masino (1833-1904), cattolico conservatore e sindaco di Torino fino al settembre 1870, quando si dimise in protesta per la presa di Roma.

## Arma
Fasciato d'oro e di rosso, alla pianta di canapa, d'argento, sradicata, attraversante.